# Slanské Nové Mesto
Slanské Nové Mesto – wieś (obec) na Słowacji położona w kraju koszyckim, w powiecie Koszyce-okolice. Pierwsze wzmianki o miejscowości pochodzą z roku 1332. 
Według danych z dnia 31 grudnia 2012, wieś zamieszkiwały 503 osoby, w tym 245 kobiet i 258 mężczyzn.
W 2001 roku rozkład populacji względem narodowości i przynależności etnicznej wyglądał następująco:
- Słowacy – 98,76%
- Rusini – 0,21%
- Węgrzy – 0,21%

Ze względu na wyznawaną religię struktura mieszkańców kształtowała się w 2001 roku następująco:
- Katolicy rzymscy – 61,9%
- Grekokatolicy – 32,51%
- Ewangelicy – 1,45%
- Prawosławni – 0,41%
- Ateiści – 1,24%
- Nie podano – 1,04%